# Sincerely, Kentrell
Sincerely, Kentrell é o terceiro álbum de estúdio do rapper americano YoungBoy Never Broke Again. Foi lançado pelas gravadoras Never Broke Again e Atlantic Records em 24 de setembro de 2021. Diferente dos projetos anteriores de Gaulden, este álbum notavelmente não apresenta participações de artistas convidados, um aspecto chave na divulgação do disco. A produção do álbum ficou a cargo de uma série de produtores renomados, incluindo Einer Bankz, Mike Will Made It, Smash David e Jason "Cheese" Goldberg, que também foi responsável pela mixagem e masterização de todo o trabalho. O álbum sucede Top (2020), o segundo álbum de estúdio completo de Gaulden, e Until I Return (2020), sua décima quinta mixtape solo. Uma edição deluxe, intitulada Sincerely, Kentrell > (pronuncia-se "better", ou "melhor"), foi lançada quatro dias depois, em 28 de setembro de 2021, e inclui duas músicas adicionais. O nome da edição deluxe é uma homenagem à tendência "YB Better" ("YB é Melhor") que circulava entre os fãs na época do lançamento do álbum.
Sincerely, Kentrell recebeu avaliações geralmente positivas da crítica, que destacou a produção e o conteúdo lírico do álbum. Ele estreou em primeiro lugar na parada Billboard 200 dos EUA, onde obteve 137.000 unidades equivalentes a álbum, das quais 8.000 foram vendas puras de álbum. Onze das vinte e três faixas do álbum estrearam na Billboard Hot 100. Sincerely, Kentrell também se tornou o terceiro projeto — atrás de Me Against the World (1995) de Tupac Shakur e I Am Not a Human Being (2010) de Lil Wayne — de um artista preso a alcançar o topo das paradas e é o primeiro álbum de rap na década de 2020 a chegar ao primeiro lugar das paradas sem participações especiais. O álbum foi apoiado por cinco singles: "Toxic Punk", "White Teeth", "Nevada", "Life Support" e "On My Side".

## Lançamento e promoção
Sincerely, Kentrell foi inicialmente anunciado pela gravadora Never Broke Again em 16 de dezembro de 2020, através do Instagram oficial da gravadora. O anúncio indicava que o álbum seria o maior de YoungBoy e seria lançado em 7 de maio de 2021. No entanto, em 22 de março de 2021, Gaulden foi preso por agentes federais em Los Angeles, em decorrência de sua prisão em Baton Rouge em setembro de 2020. Tentando fugir da polícia de Los Angeles (LAPD), Gaulden abandonou seu veículo, que foi revistado pelo LAPD e onde uma arma de fogo foi encontrada. O FBI acusou Gaulden adicionalmente de posse de arma de fogo — acusação da qual ele foi considerado inocente em julho de 2022. Em 25 de março, a personalidade da mídia Wendy Williams comentou sobre a prisão de YoungBoy, afirmando que "ele tem que ir para a cadeia". Em 19 de abril de 2021, Gaulden enviou um e-mail para sua equipe enquanto estava detido, abordando sua prisão, Wendy Williams e o álbum:
eu posso deixar milhões de dólares pros meus filhos dividirem mas não posso dar a eles o tempo que eles realmente merecem ninguém me entende eles nunca fizeram nada as vezes eu não me entendo mas tá tudo bem porque eu estou bem eu não estou procurando que você sinta pena eu só peço uma coisa- Pra você me deixar sofrer em paz diga a SRTA. WENDY WILLIAMS que eu digo que ela tem uma boa alma e ela é uma mulher linda eu consigo ver isso através de todos os comentários ruins lançados contra ela diga a ela pra contar suas bênçãos (FIQUE COM O BOM ESPÍRITO) Sinceramente Kentrell
Enquanto YoungBoy estava detido, a página da gravadora Never Broke Again divulgou uma prévia de "Still Waiting", uma faixa gravada por telefone da prisão. Em 10 de setembro, YoungBoy compartilhou a arte oficial do álbum, anunciando também sua data de lançamento para 24 de setembro. Semanas antes do lançamento do álbum, outdoors começaram a surgir com a frase "no features necessary" (sem participações necessárias), sugerindo que o álbum não teria participações especiais, além de outdoors com "YB Better", referindo-se à popular tendência nas redes sociais que indicava que YoungBoy é o melhor rapper. Em 23 de setembro, YoungBoy divulgou a tracklist oficial do álbum, confirmando que ele não teria participações. Na noite do lançamento do álbum, YoungBoy compartilhou um poema intitulado "Deep in Me".
Após o lançamento do álbum, a equipe de YoungBoy divulgou o videoclipe pré-gravado da décima terceira faixa do álbum, "Break or Make Me". Em 26 de setembro, poucos dias depois, a edição deluxe do álbum foi lançada, contendo duas faixas bônus adicionais, incluindo a previamente anunciada "Still Waiting". Em 29 de setembro, foi lançado o videoclipe oficial pré-gravado da décima oitava faixa do álbum, "Kickstand".

## Singles
O primeiro single do álbum, "Toxic Punk", foi lançado em 4 de fevereiro de 2021. A canção foi produzida por Cheese, DJ Trebble, Dmac e TNTXD. Ela estreou na posição 99 da Billboard Hot 100. O segundo single, "White Teeth", foi lançado em 14 de maio de 2021. A canção foi produzida por TayTayMadeIt e alcançou a posição 78 na Billboard Hot 100. Após ganhar repercussão online por meses devido a um vazamento anterior, "Nevada" foi lançada como o terceiro single do álbum em 7 de julho de 2021. A faixa foi produzida por TnTXD e Vadebeatz e chegou à posição 58 na Billboard Hot 100. O quarto single do álbum, "Life Support", foi lançado em 10 de setembro de 2021, juntamente com a tracklist do álbum. Foi produzida por Cheese, Smash David, Ravis, Stunner Samples e SMPLGTWY. A faixa alcançou a posição 48 na Billboard Hot 100. "On My Side" foi lançada em 17 de setembro de 2021, como o quinto e último single do álbum. A faixa foi produzida por Cheese, Leor Shevah e Haze. Ela atingiu a posição 37 na Billboard Hot 100.

## Recepção crítica
| Críticas profissionais | Críticas profissionais |
| Avaliações da crítica  | Avaliações da crítica  |
| Fonte                  | Avaliação              |
| ---------------------- | ---------------------- |
| AllMusic               | [ 36 ]                 |
| HipHopDX               | 3.7/5                  |
| Pitchfork              | 7.1/10                 |
| Rolling Stone          | [ 39 ]                 |

Sincerely, Kentrell recebeu avaliações geralmente positivas dos críticos de música. David Aaron Brake do HipHopDX afirma que "como muitos álbuns de YoungBoy, Sincerely, Kentrell é menos um produto polido e mais o fluxo de pensamentos de YoungBoy no momento." Ele também cita que "YoungBoy rima com um forte sotaque da Louisiana, a batalha entre traição e lealdade ocupa o centro do palco." Ele conclui sua crítica declarando que "Sincerely, Kentrell é YoungBoy em seu estado mais vulnerável e vingativo, desgastado por sua própria paranoia, algumas justificadas e outras fabricadas." Alphonse Pierre do Pitchfork declara que "Ele borrou as linhas entre sua persona rapper e a realidade vivida, o que torna uma escuta desconfortável, mas às vezes notável." Ele menciona ainda que "Embora a qualidade do álbum possa variar de música para música, tudo se soma a um vislumbre surpreendente de uma figura maior que a vida, cuja sombra trágica se estende sobre tudo o que ele toca." Concluindo sua crítica, ele explica que "Embora carregue as mesmas falhas de seu trabalho anterior, o último álbum do rapper de Baton Rouge fornece um retrato claro de uma figura trágica que muitas vezes borra as linhas entre fato e ficção."
Will Dukes da Rolling Stone escreve que "seu estilo, uma mistura caprichosa de Young Thug e seu conterrâneo de Nova Orleans, Lil Wayne, é pesado em melodia, que ele funde com uma aspereza e força bruta." Ele menciona ainda que "se estas são as cicatrizes proverbiais que YoungBoy Never Broke Again escolheu nos revelar, elas são de batalhas que, felizmente, ele já venceu." Concluindo sua crítica, ele escreve que "o terceiro álbum do rapper de Baton Rouge, Louisiana, é cheio de convicção e paixão ferida."

## Desempenho comercial
Sincerely, Kentrell estreou em primeiro lugar na parada Billboard 200 dos EUA, conquistando 137.000 unidades equivalentes a álbum (incluindo 10.000 em vendas puras) em sua primeira semana, de acordo com a MRC Data. Esta foi a quarta estreia de YoungBoy no topo da parada nos EUA. O álbum também acumulou um total de 186,29 milhões de streams sob demanda das 23 faixas do álbum. Além disso, YoungBoy se juntou a Tupac e Lil Wayne como o terceiro rapper a alcançar um álbum número um enquanto estava preso. Em sua segunda semana, o álbum caiu para a quarta posição, vendendo 71.000 unidades.

## Lista de faixas
| Lista de faixas de Sincerely, Kentrell |                         |                                                                                            |                                            |         |  |
| N.º                                    | Título                  | Compositor(es)                                                                             | Produtor(es)                               | Duração |  |
| 1.                                     | "Bad Morning"           | Kentrell Gaulden Aaron Lockhart Michael Laury William Golden Mosley Jr.                    | Dubba-Aa The Lottery Laury                 | 3:49    |  |
| 2.                                     | "Hold Me Down"          | Gaulden Josh Veysey Jason Goldberg Aaron Klus Matthew McQueen                              | Catch 22 Cheese Yosh Smokescreen           | 2:58    |  |
| 3.                                     | "On My Side"            | Gaulden Goldberg Ethan Hayes Leor Shevah                                                   | Cheese Haze Leor                           | 2:28    |  |
| 4.                                     | "Smoke Strong"          | Gaulden Goldberg Vilyam Vardumyan Aaron Gilfenbain Alex Bottero                            | Hurt Hzrd Sspiketrap                       | 2:58    |  |
| 5.                                     | "50 Shots"              | Gaulden Tavian Carter                                                                      | TayTayMadeIt                               | 2:41    |  |
| 6.                                     | "No Where"              | Gaulden Goldberg Thomas Horton David McDowell Spencer Harris                               | Cheese DMAC Einer Bankz TNTXD              | 2:37    |  |
| 7.                                     | "Sincerely"             | Gaulden Goldberg McDowell Cameron Hubler Jaidyn Hullum                                     | Cheese DMAC Jai Beats Uncle Cameron        | 2:54    |  |
| 8.                                     | "I Can't Take It Back"  | Gaulden Goldberg Hayes Thomas Horton Brian Mithcell                                        | Cheese Haze TNTXD Zuus                     | 2:57    |  |
| 9.                                     | "Rich Shit"             | Gaulden Goldberg Morgan James Taylor Mathias Daniel Liyew                                  | Cheese Zailor Ambezza                      | 2:35    |  |
| 10.                                    | "Toxic Punk"            | Gaulden Goldberg Horton McDowell Noah David                                                | Cheese DMAC TNTXD DJ Trebble               | 2:03    |  |
| 11.                                    | "My Killa"              | Gaulden Goldberg Samuel Jimenez Ian Wells                                                  | Cheese Smash David DeskHop                 | 2:24    |  |
| 12.                                    | "Life Support"          | Gaulden Goldberg Jimenez Travis Tatad Michael Samuels Jr.                                  | Smash David Ravis Stunner Samples SMPLGTWY | 3:53    |  |
| 13.                                    | "Break or Make Me"      | Gaulden Goldberg Nikola Pejovic Christoffer Buchardt Marcussen                             | Cheese Palaze Dzimi                        | 3:12    |  |
| 14.                                    | "Forgiato"              | Gaulden Lockhart Mosley Laury                                                              | Dubba-Aa The Lottery Laury                 | 3:08    |  |
| 15.                                    | "Baddest Thing"         | Gaulden Myles Harris Adnan Khan Michael Len Williams II                                    | Menace Mike Will Made It Harris            | 2:15    |  |
| 16.                                    | "Nevada"                | Gaulden Horton David Boonpetch                                                             | TNTXD Vadebeatz                            | 2:35    |  |
| 17.                                    | "Level I Want to Reach" | Gaulden Daniel Lebrun Johnfrancis Mbata Sven Steenbergen                                   | DRoc 17ondatrack Its2ezzy                  | 2:09    |  |
| 18.                                    | "Kickstand"             | Gaulden Horton Jonathan Gaboff                                                             | J Diesel TNTXD                             | 1:52    |  |
| 19.                                    | "All I Need"            | Gaulden Don'Taye Shephard                                                                  | WassamWop                                  | 2:54    |  |
| 20.                                    | "White Teeth"           | Gaulden Carter Goldberg                                                                    | TayTayMadeIt                               | 2:54    |  |
| 21.                                    | "Panoramic"             | Gaulden Goldberg Nima Jahanbin Paimon Jahanbin Tomas Martinez Michael James Washington Jr. | Cheese Mikewavvs Manso WallisLane          | 2:06    |  |
| Duração total:                         | Duração total:          | Duração total:                                                                             | Duração total:                             | 57:14   |  |

| Faixas bônus da edição deluxe |                 |                                  |                      |         |  |
| N.º                           | Título          | Compositor(es)                   | Produtor(es)         | Duração |  |
| 1.                            | "Footstep"      | Gaulden Lockhart Dennis Neal Jr. | Dubba-Aa Louie Bandz | 2:21    |  |
| 2.                            | "Still Waiting" | Gaulden Carter                   | TayTayMadeIt         | 3:09    |  |
| Duração total:                | Duração total:  | Duração total:                   | Duração total:       | 62:44   |  |

## Créditos
Créditos adaptados do Tidal.
Músicos
- YoungBoy Never Broke Again – vocais (todas as faixas)
- Vadebeatz – guitarra, percussão, piano (faixa 16)

Técnicos
- Jason "Cheese" Goldberg – masterização (faixas 1–23), mixagem (faixas 1–15, 20–23), gravação (faixas 2–13, 15, 20–23), assistência de gravação (faixas 1, 17–19)
- Spencer Dennis – gravação (faixa 14)
- Mark Dorflinger – gravação (faixas 16–19), mixagem (faixas 17–19)

## Paradas
| Paradas (2021)                          | Posição de pico |
| --------------------------------------- | --------------- |
| Australian Albums (ARIA)                | 69              |
| Bélgica (Ultratop Flandres)             | 154             |
| Canadá (Billboard)                      | 8               |
| Países Baixos (Dutch Charts)            | 46              |
| Irlanda (IRMA)                          | 89              |
| Noruega (VG-lista)                      | 39              |
| Reino Unido (Official Albums Chart)     | 47              |
| Reino Unido (UK R&B Albums Chart)       | 35              |
| Estados Unidos (Billboard 200)          | 1               |
| Estados Unidos (Top R&B/Hip Hop Albums) | 1               |

| Paradas (2021)                        | Posição |
| ------------------------------------- | ------- |
| US Billboard 200                      | 124     |
| US Top R&B/Hip-Hop Albums (Billboard) | 48      |

| Paradas (2022)                        | Posição |
| ------------------------------------- | ------- |
| US Billboard 200                      | 99      |
| US Top R&B/Hip-Hop Albums (Billboard) | 54      |

## Certificações
| Região                                                                                             | Certificação | Vendas     |
| -------------------------------------------------------------------------------------------------- | ------------ | ---------- |
| Estados Unidos (RIAA)                                                                              | Platina      | 1 000 000‡ |
| *números de vendas baseados somente na certificação ^distribuições baseadas apenas na certificação |              |            |

## Histórico de lançamento
| Região         | Data                   | Gravadora(s)               | Formato(s)                 | Edições  | Ref.   |
| -------------- | ---------------------- | -------------------------- | -------------------------- | -------- | ------ |
| Diversas       | 24 de setembro de 2021 | Never Broke Again Atlantic | Digital download Streaming | Standard | [ 1 ]  |
| Diversas       | 26 de setembro de 2021 | Never Broke Again Atlantic | Digital download Streaming | Deluxe   | [ 4 ]  |
| Estados Unidos | 8 de outubro de 2021   | Never Broke Again Atlantic | CD                         | Deluxe   | [ 60 ] |
| Canadá         | 15 de outubro de 2021  | Never Broke Again Atlantic | CD                         | Deluxe   | [ 61 ] |
| Europa         | 15 de outubro de 2021  | Never Broke Again Atlantic | CD                         | Deluxe   | [ 61 ] |
| Estados Unidos | 22 de julho de 2022    | Never Broke Again Atlantic | LP                         | Deluxe   | [ 62 ] |
| Canadá         | 22 de julho de 2022    | Never Broke Again Atlantic | LP                         | Deluxe   | [ 62 ] |